# Gianfranco Bettetini
Gianfranco Bettetini (Milano, 16 gennaio 1933 – Milano, 12 gennaio 2017) è stato un regista, semiologo, critico televisivo, critico cinematografico, dirigente pubblico, sceneggiatore e scrittore italiano.

## Biografia
Studente prima del Collegio Ghislieri in Pavia, poi di Ingegneria industriale elettrotecnica al Politecnico di Milano appassionato di teatro e operetta, nel 1954 entrò in Rai come "aspirante regista". Laureatosi nel 1956, si specializzò nelle comunicazioni di massa, soprattutto relativamente al mezzo televisivo, divenendo regista televisivo presso la sede Rai di Milano.
Fu autore di documentari e curò regie televisive per la Rai, dalla prosa, al varietà e ai programmi culturali. Tra i programmi da lui diretti si segnalano: Campanile sera (1959), Il signore di mezza età (1963), Camera 22 (1966), Processo a Gesù (1968), La fine di un'avventura (1969). Sue pure alcune puntate di Lascia o raddoppia? dell'estate 1958 e de L'amico del giaguaro (1962). Divenne dirigente Rai.
Nel 1965 gli venne assegnato il premio Marconi e nel 1969 il Prix Italia per il programma televisivo La fine del mondo.
Chiamato inaspettatamente da Mario Apollonio, tenne la docenza di Regia televisiva presso la sua Scuola Superiore di Giornalismo e Mezzi Audiovisivi, presso l'Università Cattolica del Sacro Cuore ma con sede a Bergamo. Passato l'esame di libera docenza nel 1965, divenne docente di Storia e critica del cinema, Teoria e tecnica delle comunicazioni di massa e di Semiotica presso la sede principale di Milano. Iniziò anche una lunga attività di studio e analisi dei mezzi audiovisivi condotta attraverso un allora pionieristico metodo semiotico. La sua semiotica si differenziava da quella di altri semiologi di formazione accademica per un approccio più pratico alla materia, dovuto al suo essere anche regista sul campo. Autore inoltre di due film cinematografici e di sei romanzi, diresse la Scuola Superiore di Comunicazioni Sociali e fondò (nel 1982) e diresse l'Istituto di Scienze della Comunicazione e dello Spettacolo, sempre presso la Cattolica. Insegnò anche all'Università degli Studi di Genova, all'Università di Bologna, alla Sapienza - Università di Roma, alla Libera università di lingue e comunicazione IULM di Milano e all'Università degli Studi "Suor Orsola Benincasa" di Napoli. Dal 1996 al 2011 diresse la rivista Comunicazioni Sociali, fondata da Mario Apollonio nel 1966 e pubblicata da Vita e Pensiero, la casa editrice dell'Università Cattolica del Sacro Cuore.
Dai figli avuti dal primo matrimonio si ricorda Maria Bettetini, filosofa specializzata in studi agostiniani. Il 30 novembre 2009 ha sposato in seconde nozze la costumista e scenografa Francesca Zucchelli, sua collaboratrice in numerose pellicole.

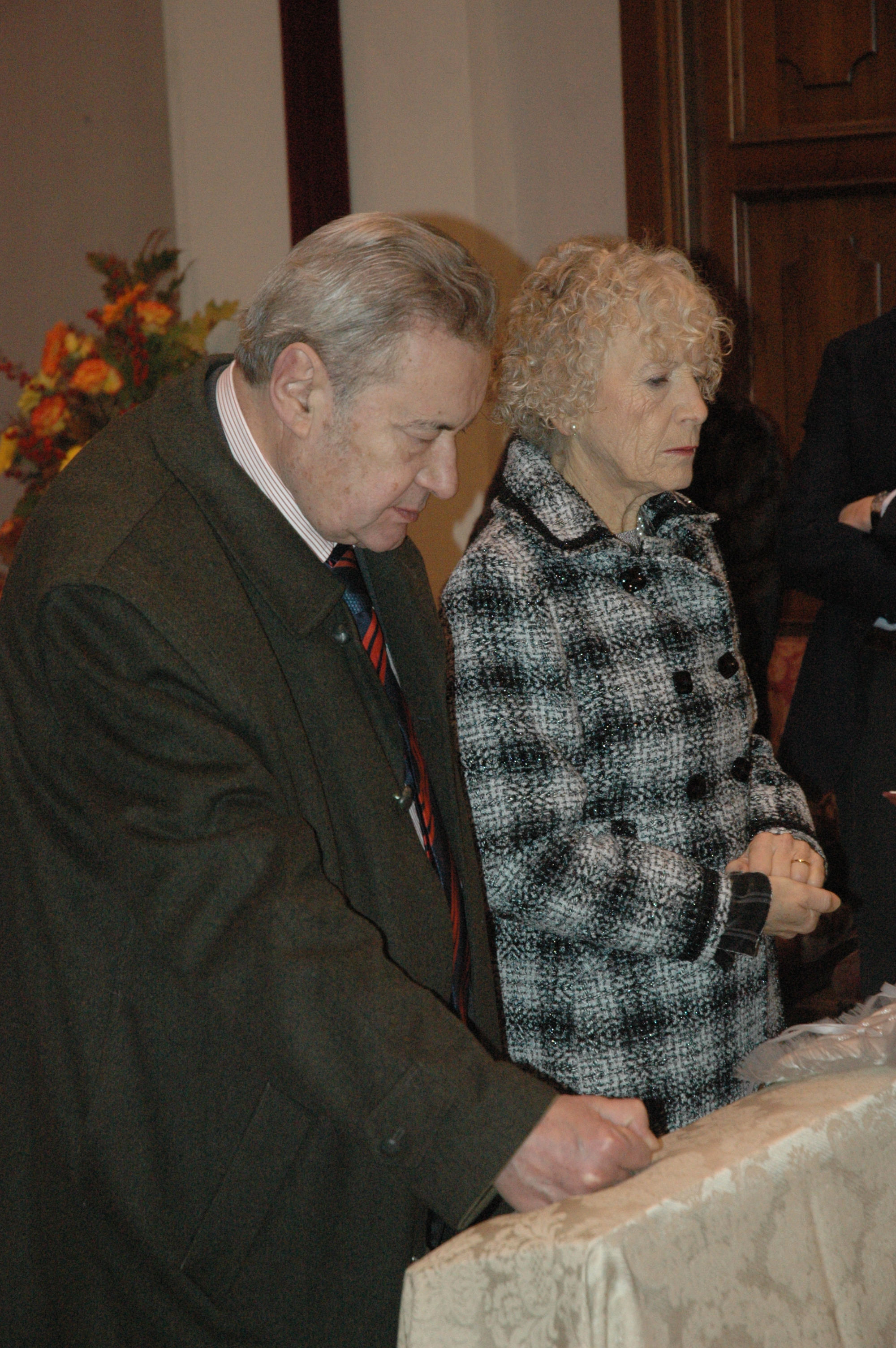
Gianfranco Bettetini e Francesca Zucchelli il giorno delle loro nozze

Da tempo affetto da problemi di salute, si spense nella sua abitazione milanese alle soglie degli 84 anni.

## Prosa televisiva Rai
- L'ammiraglio dell'oceano e delle anime di Rosso di San Secondo, trasmessa il 22 gennaio 1963.
- Ma non è una cosa seria di Luigi Pirandello, trasmessa il 30 dicembre 1964.
- Best-Seller di Ezio D'Errico, trasmessa il 12 agosto 1966.
- Il premio Nobel di Hjalmar Bergman, trasmessa il 19 agosto 1966.
- Processo a Gesù di Diego Fabbri, trasmessa il 12 e 13 aprile 1968.
- La morsa di Luigi Pirandello, trasmessa il 17 dicembre 1970.

## Varietà televisivi Rai
- Voci e volti della fortuna, varietà musicale con le orchestre di Gorni Kramer e Alfredo Simonetto, con Enzo Tortora, Antonella Steni e Silvio Noto, regia di Lino Procacci e G. Bettetini, 15 puntate dall'8 ottobre 1957 al 6 gennaio 1958, programma legato alla Lotteria di Capodanno.
- Sabato bar, varietà di Umberto Simonetta e Guglielmo Zucconi, presentato da Nuto Navarrini, con l'orchestra di Mario Consiglio, regia di Eros Macchi e G. Bettetini, 5 puntate dal 25 gennaio 1958 al 26 aprile 1958.
- Music Hall, varietà musicale con le orchestre di Mario Bertolazzi, Giampiero Boneschi, Mario Consiglio, con Joséphine Baker e Renato Carosone, regia di Vito Molinari, G. Bettetini, e Eros Macchi, puntate 9 dal 23 marzo 1958 al 7 dicembre 1958.
- Il signore di mezza età, varietà di Marcello Marchesi, Camilla Cederna e G. Bettetini, con Marcello Marchesi, Lina Volonghi e Sandra Mondaini, regia G. Bettetini, 8 puntate dall'11 maggio 1963 al 6 luglio 1963.
- Il paroliere questo sconosciuto, testi di Leone Mancini, con Lelio Luttazzi e Raffaella Carrà, regia di Lino Procacci e G. Bettetini, 12 puntate dal 2 luglio 1963 al 10 settembre 1963.
- I tarocchi, testi di Bernardino Zapponi e Italo Terzoli, con Lina Volonghi, Enrico Viarisio, Gorni Kramer, Walter Chiari, Paolo Poli, 8 puntate dal 13 settembre 1964 al 1º novembre 1964.
- Adriano Clan, testi di Castellano e Pipolo, con Adriano Celentano, Don Backy, Detto Mariano, Gino Santercole, regia di G. Bettetini, 2 ottobre 1965.
- Spettacolo a Milano, testi di Filippo Crivelli e G. Bettetini, musiche di Fiorenzo Carpi e Cesare Gallino, con la partecipazione di Alberto Lionello, Tino Scotti, Milly, Tino Carraro, Renata Mauro, Ornella Vanoni, Enzo Jannacci, regia di G. Bettetini, 27 novembre 1965.

## Altri programmi televisivi Rai
- La fine del mondo - ministoria della musica in un tempo di Gino Negri e G. Bettetini – lungometraggio televisivo (1969)[6]
- Ambrogio da Milano – sceneggiato televisivo (1975)
- Semmelweis – sceneggiato televisivo (1979)

## Filmografia
- Stregone di città, regia (1973)
- L'ultima mazurka, regia (1987)

## Libri e ricerche
- Cinema: lingua e scrittura, Milano: Bompiani, 1963, 19682, 19743
- La regia televisiva, Brescia: La Scuola, 1965
- L'indice del realismo, Milano: Bompiani, 1971
- Produzione del senso e messa in scena, Milano: Bompiani, 1975
- Teatro e comunicazione (con Marco De Marinis), Rimini: Guaraldi, 1977
- Cinema e tempo, Milano: Vita e Pensiero, 1978
- Tempo del senso: la logica temporale dei testi audiovisivi, Milano: Bompiani, 1979
- (a cura di), Psicologia e musica, Milano: FrancoAngeli, 1980
- (a cura di), American way of television: le origini della TV in Italia, Firenze: Sansoni, 1980
- (a cura di), Tra cinema e televisione: materiali sul rapporto tra due mezzi di comunicazione di massa, Firenze: Sansoni, 1981
- Scritture di massa, Milano: Rusconi, 1981
- L'intervista nel telegiornale: cos'è e come si fa (con Aldo Grasso e altri), Torino: ERI, 1984
- La conversazione audiovisiva: problemi dell'enunciazione filmica e televisiva, Milano: Bompiani, 1984, 19882, 19943, 20024
- (a cura di, con Adriano Bellotto), Questioni di storia della radio e della televisione, Milano: Vita e Pensiero, 1985
- L'occhio in vendita: per una logica e un'etica della comunicazione audiovisiva, Venezia: Marsilio, 1985, 19912, 19963
- Il segno dell'informatica, Milano: Bompiani, 1987
- Lo specchio sporco della televisione: divulgazione scientifica e sport nella cultura televisiva (con Aldo Grasso), Torino: Fondazione Giovanni Agnelli, 1988
- Storia e modelli del teatro televisivo in Italia, Torino: ERI, 1989
- L'arte della dimenticanza : presentazione dei contributi di una ricerca multidisciplinare, Milano: FrancoAngeli, 1990
- (a cura di), Miti e mass media, Milano: FrancoAngeli, 1990
- La simulazione visiva: inganno, finzione, poesia, computer graphics, Milano: Bompiani, 1991
- Semiotica della comunicazione d'impresa, Milano: Bompiani, 1993
- (a cura di), Teoria della comunicazione, Milano: FrancoAngeli, 1994
- L'audiovisivo: dal cinema ai nuovi media, Milano: Bompiani, 1996
- Quel che resta dei media: idee per un'etica della comunicazione (con Armando Fumagalli), Milano: FrancoAngeli, 1998 (Edizione aggiornata, 2010)
- Le nuove tecnologie della comunicazione (con Fausto Colombo), Milano: Bompiani, 1998
- Eros, memoria, civiltà: saggi sui media (con Fausto Colombo), Genova: Costa & Nolan, 1999
- Gli spazi dell'ipertesto (con Barbara Gasparini e Nicoletta Vittadini), Milano: Bompiani, 1999
- (a cura di), I nuovi strumenti del comunicare, Milano: Bompiani, 2001
- (a cura di), Dai giornali ai portali, Milano: Skira, 2001
- Capirsi e sentirsi uguali: sguardo sociosemiotico al multiculturalismo, Milano: Bompiani, 2003
- (a cura di, con Paolo Braga e Armando Fumagalli), Le logiche della televisione, Milano: FrancoAngeli, 2004
- L'Ulisse semiotico e le sirene informatiche, Milano: Bompiani, 2006
- (a cura di), Storia della semiotica: dai percorsi sotterranei alla disciplina formalizzata, Roma: Carocci, 2009
- Il timpano dell'occhio: gli intrecci e i giochi dei suoni e delle immagini, Milano: Bompiani, 2009
- Non solo semiotica. Cinquant'anni di studi sulla comunicazione, Milano: FrancoAngeli, 2011
- (a cura di, con Raffaele Chiarulli e Armando Fumagalli), Ikon. Sessant'anni di studi sulla comunicazione, Milano: FrancoAngeli, 2013
- I persuasori non occulti, con Casetti, Eugeni, Grandi, Piotti, Tagliaferri, 1989, Lupetti Editore